# Rudolf Cortés
Rudolf Cortés (někdy nesprávně uváděný jako Cortéz), rodným jménem Rudolf Kraisinger, (16. března 1921 Plzeň – 12. prosince 1986 Krásná Lípa) byl český zpěvák a příležitostný herec.
Rudolf Cortés byl zpěvák populárních písní s hlasem barytonového rozsahu. Stal se jedním z nejpopulárnějších československých zpěváků pop‑music v 50. letech 20. století. Kromě toho byl i hercem, zahrál si řadu menších či epizodních rolí v několika českých filmech. Mimo jiné je od padesátých let znám také z Divadla estrády a satiry (pozdějšího Divadla ABC) coby významný divadelní představitel ústřední postavy ve hře Limonádový Joe aneb koňská opera, ve které byl mimořádně úspěšný (ve stejnojmenném filmu tuto postavu posléze hrál Karel Fiala a zpíval Karel Gott, Rudolf Cortés si zahrál v tomto filmu pouze velmi malou epizodní roli).

## Život
Otec Rudolfa Cortése Rudolf Kraisinger byl synem Víta Kraisingera a Marie rozené Kreismannové z Plzně. Povoláním byl bednář. Matka Rudolfa Cortése se jmenovala Mercedes rozená Cortés. Narodila se São Paulu v Brazílii. Byla dcerou Manuela Cortése, restauratéra v São Paulo, a Marie rozené Rodriguézové narozené ve Španělsku.
Cortésův otec se seznámil se svou budoucí ženou Mercedes Cortésovou během pracovního pobytu v Uruguayi v Jižní Americe, kde pracoval jako bednář při stavbě pivovaru v Montevideu. Po svatbě v Uruguayi potom žili oba v Čechách. Narodili se jim dva synové. Oskar se narodil ještě za nuceného pobytu manželů ve Španělsku, když jejich cestu do Čech přerušilo zadržení jejich lodi ve Španělsku v důsledku vypuknutí války. Rudolf se narodil 16. března 1921 v Plzni.
V letech 1935–1942 se vyučil a pak pracoval jako samostatný kožešník ve Velkozávodě s kožešinami v Praze. Od roku 1940 zpíval v pěveckém spolku Smetana, zpíval 1. bas. Později vystupoval i v Komorní zpěvohře. Byl též zpěvákem v populárním jazzovém Orchestru Emila Ludvíka.
Po 2. světové válce se Cortés na dlouhá léta stal kmenovým zpěvákem orchestru Karla Vlacha.
Zemřel v domově důchodců v Krásné Lípě u Rumburku na následky Alzheimerovy choroby, jejímiž prvními příznaky začal trpět již v roce 1968. Když mu v necelých šedesáti letech přehrávali jeho desky, už nepoznal, který zpěvák to zpívá.
V roce 1978 obdržel titul zasloužilý umělec.

### Jméno
Příjmení si dal po své matce Mercedes Cortésové – v roce 1955 se Rudolf Kraisinger oficiálně nechal přejmenovat na Rudolfa Cortése. 12. září 1955 Odbor pro vnitřní věci rady Obvodního národního výboru v Praze 3 povolil změnu jména Cortés namísto Kraisinger. Toto jméno pak užívala také manželka Dagmar, syn David a jeho rodina, dcera Dagmar a syn Rudolf. V knize Rudolf Cortés, milovaný i zatracovaný (viz níže uvedená literatura) na straně 117 se píše, že 30. října 1941 bylo snad poprvé, kdy se v novinách psalo o Cortésovi, ale kde mu právě zkomolili příjmení na Richard Cortéz. Původní příjmení Kraisinger pak používal už jen při zpívání klasiky.

### Rodina, koníčky
Dne 15. listopadu 1941 zpíval na svatbě svého bratra Oskara. Poprvé se oženil 22. prosince 1945 a za manželku si vzal Dagmar. V roce 1947 se jim narodilo první dítě, dcera Dagmar, a v roce 1951 pak syn Rudolf ml. V roce 1965 se rozvedli. O něco později se Rudolf Cortés oženil podruhé, jeho druhá manželka se jmenovala Alena. Narodil se jim syn David. Rudolf Cortés byl vášnivým rybářem, na každou cestu autem si brával s sebou rybářské náčiní.

## Citát
| „                     | S Rudolfem jsme byli velcí kamarádi. Pamatuji se, že když jsem natáčel s orchestrem F. A. Tichého, tak jsme se několikrát potkali v Karlíně. On zpočátku zpíval pouze ve sboru. Potom si ho všiml kapelník perfektní jazzové kapely Habart, a tak se domluvili a Rudla s ním nazpíval dvě krásné písničky, jednou byl ploužák. Deska šla na dračku. Tak se perfektně uvedl. Všiml si ho Karel Vlach. | “ |
| — Stanislav Procházka | |   |

## Nejznámější písničky
- Čím víc tě mám rád
- Nejmíň stárne klaun
- Nelly Gray
- Váš dům šel spát
- Nebeští jezdci

## Diskografie
diskografie není úplná

### Gramofonové desky
- Normálně - Pavlína Filipovská Tam u nás - Rudolf Cortés / Druhá strana: Už kvetou pampelišky - Josef Zíma / Klukovská - Hanuš Bor a Jan Prokeš - Supraphon, SP
- Přísahám, že tě mám rád (With All My Heart) - Rudolf Cortés / M. Chladil, SP
- Bella Maria - Rudolf Cortés / Vratký prám - J. Veselá a Š. Mátl - Supraphon, SP
- Naše první Vánoce - Rudolf Cortés / Bílé Vánoce - Rudolf Cortés, SP
- Cesta domů - Rudolf Cortés / Trilobit se diví - Ljuba Hermanová - Supraphon, SP
- 1948 Prázdný kout - Rudolf Cortés / Dárek na památku - Jiřina Salačová - Supraphon 51497, SP
- 1948 Kdo nemá rád - Rudolf Cortés a Soňa Červená - 45768 / S čertem si hrát - Rudolf Cortés a Soňa Červená - 45769 - Supraphon 51493, SP
- 1952 Dobrou noc - Rudolf Cortés / Jozue - Rudolf Cortés - Supraphon, SP
- 1953 Civilisace - Jan Werich (ze hry Osel a stín upravil Dalibor Brázda - Karel Vlach se svým orchestrem) / Kalná řeka - Rudolf Cortés - Supraphon 51566-M
- 1954 Milion - Allanovy Sestry a Rudolf Cortés (Foxtrot z filmu Hudba z Marsu, Karel Vlach se svým orchestrem) / Uspávanka - Oldřich Nový - Supraphon 51576-M, SP
- 1954 Čím víc Tě mám rád (waltz z filmu Moulin rouge, Karel Vlach se svým orchestrem) - Supraphon 51578-M, SP
- 1955 Nejhezčí tvář (Karel Vlach se svým orchestrem, waltz) - Supraphon 51605-M, SP
- 1955 Písnička na pozdrav - Allanovy sestry (Karel Vlach se svým orchestrem, foxtrot) / Zůstaň se mnou - Rudolf Cortés - Supraphon 51608-M, SP
- 1955 Bílé vánoce - Rudolf Cortés / Irská ukolébavka - Rudolf Cortés - SP
- 1955 Naše první Vánoce - Rudolf Cortés / Rolničky (Jingle Bells) - Karel Vlach se svým orchestrem - Supraphon 0514, EP
- 1955 Už bude šest - Supraphon
- 1957 Vzpomínka na Miláno - R. A. Dvorský / A housle hrály - Rudolf Cortés - Supraphon, SP
- 1959 Směj se dál - Jarmila Veselá a Rudolf Cortés / Tak sám (Alone) - Milan Chladil - Supraphon 013017, SP
- 1960 Tak jako tenkrát - Rudolf Cortés / Rozjímání - Jiří Vašíček - Supraphon 013018, SP
- 1960 Neříkám, ne, neříkám ano - Rudolf Cortés / Věčný spěch - Milan Chladil - Supraphon 013033, SP
- 1961 Kouzelný kout (Karel Vlach se svým orchestrem) / Červené pantoflíčky - Milan Chladil - Supraphon 013078, SP
- 1962 Kouzelná píšťala - Rudolf Cortés / Písnička na konec - Vlasta Průchová (na jedné straně) / Až nám bude dvakrát tolik - Karel Gott a Vlasta Průchová / První vycházka - Vlasta Průchová (na další straně) - Supraphon 0163, EP[4][5]
- 1962 Měsíc je dlouhý / Nejkrásnější rým - Supraphon 13083, SP
- 1962 Trilobit se diví - Jiří Suchý a Ljuba Hermanová / Cesta domů - Rudolf Cortés - Supraphon 013092, SP[6]
- 1963 Cesta domů - Rudolf Cortés / Karel Hála, SP
- 1963 Ranní píseň (Ti diro) - Rudolf Cortés / Ospalý budík - Milan Chladil - Supraphon 013104, SP
- 1963 Moje milá / Kateřina - Supraphon 013126, SP
- 1964 Prší, prší - Rudolf Cortés / Rosalie - Eva Martinová - Supraphon 013211, SP
- 1964 Volání divokých husí - Milan Chladil / Táborák už zhas - Rudolf Cortés - Supraphon 013604, SP
- 1971 Setkání po letech - Supraphon
- 1975 Jdou stáda, jdou / Zapadákov - Supraphon 1 43 1790 h, SP
- 1979 Poslouchej - Supraphon 1113 2559 H (na obalu LP - text M. Horníčka)
- 1988 Vzpomínky mi zůstanou - Supraphon 11 0147-1 H
- SP Někdo mě má rád / Nedělní ráno R. Cortés r. ?
- SP Obláček r. 64
- SP Jako ryba v sítích / Mám svůj záhon růží r. 72
- SP Bella Maria r. 66
- SP Přítel soumrak r. ?
- SP Půlnoční synkopy r. ?
- SP Bodlák samotář
- SP Starý honec krav r. 65
- SP Je to kluk r. ?
- SP Přání
- SP Tam u nás
- SP Přítel soumrak
- Kompilace: "Přátelství v písni" - Také jednou potkám hvězdy
- Orchestr K. Vlacha Sup. r. 55 - Irská ukolébavka / Až budeš má / Dárek na památku / Starý honec krav / Nejhezčí tvář
- Hledáme písničku pro všední den - Potkal jsem písničku / Odkud vás znám / Dejte mi vodu r. 65
- EP Proč mlčíš / Váš dům šel spát / Vlající šátek / Píseň černých bratří

### CD
- 2000 Rudolf Cortés - Music Multimedia (Edice - Portréty českých hvězd)
- 2000 Váš dům šel spát (album) - FR centrum (František Rychtařík) (Edice - Muzeum populární hudby)
- 2004 Rudolf Cortés - Gold - Popron Music
- 2005 Čert ví proč - FR centrum (František Rychtařík)

### Kompilace
- Normálně - Pavlína Filipovská / Tam u nás - Rudolf Cortés / Druhá strana: Už kvetou pampelišky - Josef Zíma / Klukovská - Hanuš Bor a Jan Prokeš - Supraphon - SP
- 1964 Písně Irvinga Berlina a Cole Portera - Supraphon, LP
  - 05. Tiše den zhasíná (In the Still if the Night)
- 1975 Zlatá Praha - Panton 11 0540 G, LP
  - 04. Ty Petřínské stráně / 11. Praho, já tě mám rád
- 1976 30 let n. p. Supraphon - Supraphon
  - 04. Váš dům šel spát
- 1977 Zimní nálada - Karel Valdauf'' - Supraphon 1 14 2116 H, LP
  - 01. Zimní nálada - Ivana Seinerová a Rudolf Cortés / 03. Dívám se, dívám - Ivana Seinerová a Ivan Trnka a Rudolf Cortés / 09. Cestou necestou - Rudolf Cortés
- 1988 Divotvorný hrnec (Podle hudební komedie Finian's Rainbow) - Supraphon
- 1992 Hity 50. let - Supraphon
  - 03. Čím víc tě mám rád
- 1992 Hity 50. let 2 - Supraphon
  - 04. Váš dům šel spát / 15. Nelly Gray / 22. Ďáblovo stádo
- 1995 divadlo V+W Pěst na oko, Divotvorný hrnec - Supraphon
  - 06. Tam za tou duhou - Jiřina Salačová a Rudolf Cortés / 07. S čertem si hrát - Soňa Červená a Rudolf Cortés / 10. Ten kdo nemá rád - Rudolf Cortés a Soňa Červená
- 1996 Hity 50. let 3 - Supraphon
  - 01. Už bude šest / 07. Láska bez hádky/12. Co má být má být / 21. Mám ji rád / 24. Pyšný tulipán
- 1997 HITY vánoční 1 - Bonton
  - 04. Bílé Vánoce (White Christmas) / 13. Naše první Vánoce
- 1999 Hity 1964 Vol. 2 - Sony Music / Bonton
  - 06. Táborák už zhas
- 2000 To nejlepší z 50. let - Saturn
  - 12. Váš dům šel spát / 18. Do starých známých míst / 20. Nelly Gray
- 2000 Je krásné lásku dát - Saturn
  - 03. Čím víc tě mám rád / 07. Velký a malá - Yvetta Simonová a Rudolf Cortés
- 2000 Písničkové panoráma - Jan Werich - Sony Music Bonton
- 2000 Praha je zlatá loď - písničky o Praze - Supraphon
- 2002 Až rozkvetou Lípy - Jarmila Veselá - FR centrum
  - 22. Směj se dál - Jarmila Veselá a Rudolf Cortés
- 2003 S. E. Nováček se svým orchestrem 2 - FR centrum (Edice - Fonogram)
- 2003 Harlem volá - Emil Ludvík - FR centrum (Edice - Fonogram)
- 2003 Píseň pro Kristýnku - Melodie Zdeňka Petra - Radioservis
  - 05. Dobrou noc
- 2004 Jak ten čas letí - písničky Zdeňka Petra - Radioservis
  - 22. Táborák už zhas / 23. Písnička o Číňánkovi - Rudolf Cortés a Sestry Allanovy
- 2006 Písničky plné vzpomínek 2 - FR centrum
- 2006 Antológia slovenskej populárnej hudby 7 – Marína - Hudobný fond
  - 01. Je máj
- 2007 40 největších hitů z filmu a televize - Svoboda Karel - Universal Music
  - 12. Nejmíň stárne klaun - cd2
- 2008 Tam za tím mořem piva... - zpívá Jan Werich a další - Supraphon

## Filmografie
- 1952 Pyšná princezna
- 1955 Z mého života
- 1958 Hvězda jede na jih
- 1958 Hlavní výhra
- 1962 Transport z ráje
- 1964 Limonádový Joe aneb Koňská opera (režie Oldřich Lipský), (pouze epizodní role)
- 1968 Bylo čtvrt a bude půl
- 1975 Romance za korunu

## Seznam písní
- Viz článek – Seznam písní Rudolfa Cortése